# Hans Imhoff (Unternehmer)

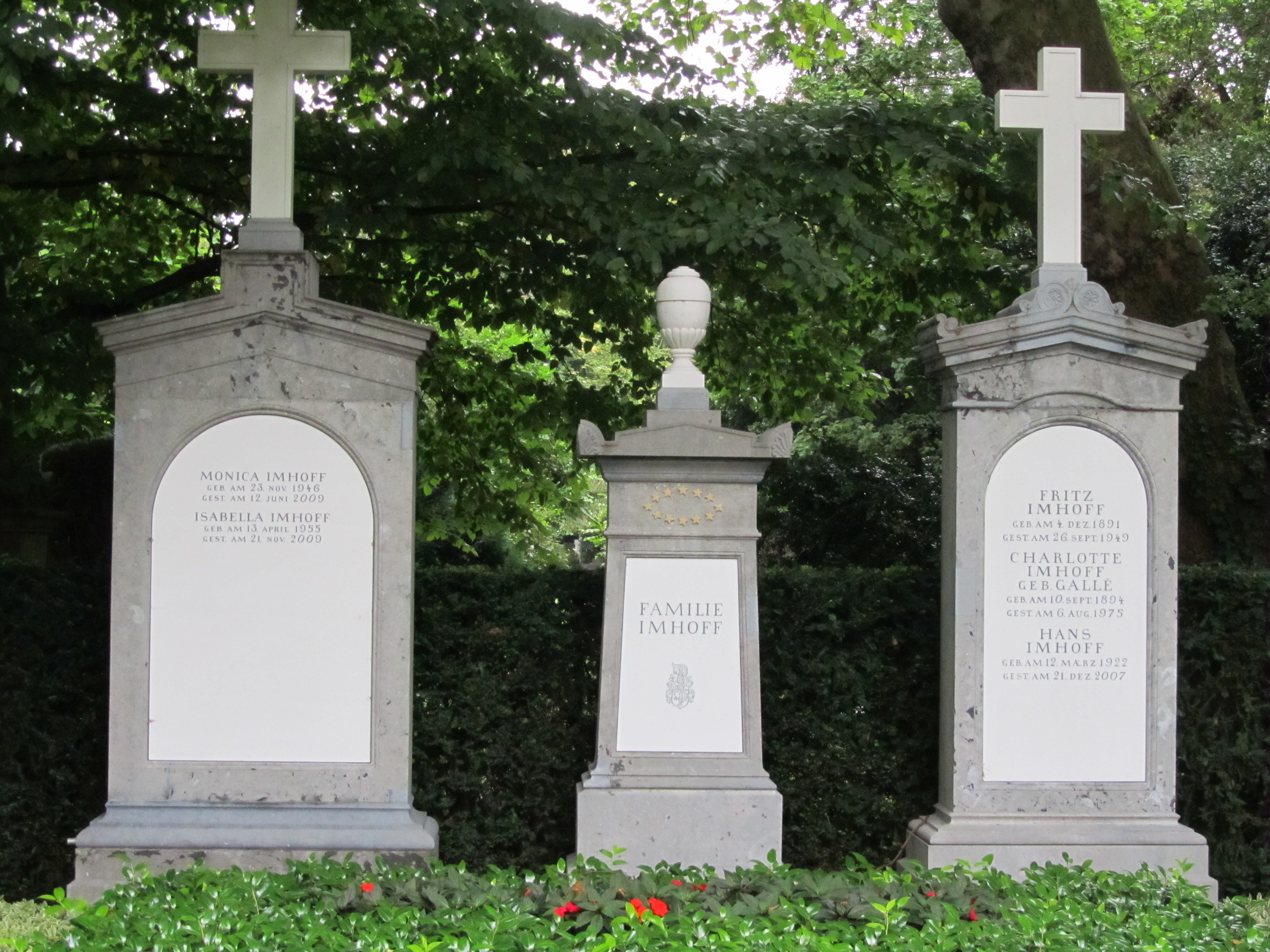
Grab der Familie Imhoff auf dem Melaten-Friedhof in Köln, 2014

Hans Imhoff (* 12. März 1922 in Köln; † 21. Dezember 2007 ebenda) war ein deutscher Schokoladen-Fabrikant. Er sanierte Stollwerck zu einem der führenden europäischen Schokoladenkonzerne und gründete das Schokoladenmuseum Köln.

## Kindheit und Nachkriegsjahre
Hans Imhoff war der Sohn von Fritz Imhoff, einem Schlossermeister für Stahlkonstruktionen und Kirchenfenster, und Charlotte Gallé. Nach Besuch der dreijährigen Handelsschule begann er in Köln eine kaufmännische Lehre. Er meldete sich danach als Freiwilliger bei der Kriegsmarine in einer Kriegsberichterstattereinheit. Wegen eines Augenleidens wurde er 1943 als Marinesoldat ausgemustert und kehrte nach Köln zurück. Im selben Jahr heiratete er Irmgard Lenz, mit der er zwei Kinder bekam. Er arbeitete zunächst in einer Autowerkstatt und wechselte 1944 zum Fahrzeugproduzenten Ford in Köln. 
Im Oktober 1945 erhielt Imhoff von den Besatzungsmächten die Genehmigung, in Alf einen Lebensmittelgroßhandel zu errichten, der kurze Zeit später zum größten Lebensmittelversorger in der Region aufstieg. 1947 wurde er Fabrikant. Im Juni 1948 gründete er in Bullay eine Schokoladen- und Pralinenfabrik mit einer auf dem Schwarzmarkt erstandenen Schokoladenmaschine und avancierte zum ersten deutschen Nachkriegsmillionär. Das Unternehmen wuchs ständig; 1958 beschäftigte Imhoff bereits 400 Mitarbeiter. 
1964 kaufte er die Schokoladenfabrik Alprose und kehrte im selben Jahr nach Köln zurück, um hier die Süßwarenkette Punkt und Pünktchen zu gründen, die er danach mit der Firma Susi Süßwaren-Fachgeschäfte verschmolz. Nach dem Wegfall der Preisbindung für Tafelschokolade im August 1964 schloss er einen Lizenzvertrag mit dem Schokoladenhersteller Tobler über die Produktion einer Jahresmenge von 3.000 t Schokolade und erreichte ein Jahr später einen Umsatz von 30 Millionen DM. Diese Lizenzvereinbarung wurde für viele Jahre zum Kerngeschäft seines Unternehmens.

## Expansion durch Stollwerck
Bis dahin hatte Imhoff ausschließlich No-Name-Produkte hergestellt. Er übernahm 1969 erstmals mit der Hildebrand, Kakao- und Schokoladenfabrik in Berlin – Deutschlands ältester Schokoladenfabrik – das Markenprodukt Scho-Ka-Kola. Im Januar 1972 übernahm er die Kölner Stollwerck AG, die sich zu diesem Zeitpunkt in einer Unternehmenskrise befand. Stollwerck wies zu jener Zeit bei einem Umsatz von 100 Millionen DM einen Verlust von 10 Millionen DM aus. Imhoff erwarb 46,5 % der Stollwerck-Aktien von der Deutschen Bank AG. Auf einer dramatischen Hauptversammlung wurde er am 21. Dezember 1972 als Sanierer präsentiert. In den folgenden Jahren sanierte er das Unternehmen durch eine klare Markenpolitik und ein knappes Sortiment (von über 1200 Artikeln wurde auf 190 gestutzt) zu einem der führenden europäischen Schokoladenkonzerne. 
Ab 1974 war Imhoff Aufsichtsratsvorsitzender der Stollwerk AG in Köln. Im selben Jahr verkaufte er das 57.356 m² große Stollwerck-Betriebsgelände und das sanierungsbedürftige Verwaltungsgebäude im Kölner Severinsviertel an den Kölner Finanzmakler und Immobilienkaufmann Renatus Rüger für 25 Millionen DM, obwohl der Wert in einem Gutachten auf lediglich 5,5 Millionen Mark geschätzt worden war. Zusätzlich flossen für die Verlegung nach Westhoven 10 Millionen Mark Fördermittel der Stadt Köln. Im Gegenzug erhielt er von Rüger neben dem Erlös noch 36 % der Stollwerck-Aktien (Gegenwert 23,5 Millionen DM), insgesamt 48,5 Millionen DM. Hans Imhoff hielt damit 82,5 % an der Stollwerck AG. 
Nachdem die Stadt das Gelände am 3. Oktober 1974 zum Sanierungsgebiet erklärt hatte, erwarb sie es von Rüger am 4. Juli 1978 für 40 Millionen Mark. Nach der Grundsteinlegung am 18. April 1975 zog das Unternehmen im Dezember 1975 an den neuen Standort nach Köln-Westhoven. Die Rüger gehörende Abschreibungsgesellschaft WITAG finanzierte die dortigen Baukosten durch Investorenkapital. Ab 20. Mai 1980 wurde das verlassene alte Stollwerck-Gelände besetzt, um den drohenden Abriss zu verhindern. Doch ab Juli 1987 wurden Maschinenhalle und Annosaal abgerissen und der Anno-Riegel umgebaut. 
In zweijährigem Abstand übernahm nun die Imhoff Industrie Holding AG traditionsreiche und bekannte Schokoladenhersteller wie Eszet (1975), Waldbaur (1977) oder Sprengel (1979). Seit 1981 war Imhoff Mehrheitsgesellschafter der Sprengel GmbH. Im Januar 1998 kam die Marke Sarotti von der Nestlé Deutschland AG hinzu, es folgte Gubor im März 1999. Nach der Wiedervereinigung engagierte sich Imhoff in Ostdeutschland. Er übernahm im Januar 1991 den thüringischen Schokoladen- und Süßwarenhersteller VEB Kombinat Süßwaren in Saalfeld/Saale und investierte hier für 240 Millionen DM. 
Imhoff beschränkte sich nun nicht mehr auf die Schokoladeproduktion, sondern diversifizierte in andere Branchen. Er gründete mit Larosé im März 1977 ein Leasingunternehmen für Berufskleidung, Hotel- und Krankenhauswäsche und erwarb die ehemalige Bergbau-Gesellschaft Concordia AG (1977). Imhoff war zudem Aufsichtsratsvorsitzender der Concordia-Chemie AG in Oberhausen.
Seine Unternehmen führte er patriarchalisch wie ein Familienunternehmen. Die Hauptversammlungen der Stollwerck AG mit den Minderheitsaktionären verwandelte Imhoff in amüsante Veranstaltungen mit großzügiger Bewirtung und Naturaldividenden in Form von Schokokoladenpaketen. 1988 machte er in seinem Buch Kakao – Das wahre Gold der Azteken auf den seiner Ansicht nach schädlichen Dualismus zwischen fortschrittlichen und rückständigen Wirtschaftsordnungen aufmerksam. 
Beim Umzug der Stollwerck-Zentrale im Dezember 1975 nach Köln-Westhoven fiel Imhoff der umfangreiche Fundus an Exponaten auf, die für ein Museum geeignet waren. Er entschloss sich, das erste Schokoladenmuseum zu errichten, das er am 31. Oktober 1993 unter dem Namen Imhoff-Stollwerck-Schokoladenmuseum am linken Rheinufer in Köln eröffnete. Es entwickelte sich zu einem Publikumsmagneten.
Da es ihm nicht gelang, bei der Stollwerck AG für eine familieninterne Nachfolge zu sorgen, veräußerte er im April 2002 seine inzwischen auf 96 % angewachsene Aktienmehrheit an den Schweizer Schokoladenkonzern Barry Callebaut AG.

## Privates und Tod
Hans Imhoff, der in Köln-Braunsfeld lebte, zog sich ins Privatleben zurück; er starb am 21. Dezember 2007 nach langer Krankheit und wurde auf dem Kölner Melaten-Friedhof beigesetzt. Bis zu seinem Tod war er in zweiter Ehe mit Gerburg Klara Schmidt verheiratet und Vater von vier Kindern.

## Ehrungen (Auswahl)
- Ehrenbürger von Wurzen
- Ehrenbürger von Saalfeld an der Saale
- Honorarkonsul von Togo[9]
- 1990: Bundesverdienstkreuz I. Klasse
- 1994: Verdienstorden des Landes Nordrhein-Westfalen
- 1995: Verleihung der Ehrendoktorwürde der Medizinischen Fakultät der Universität zu Köln[10]
- 1997: Großes Verdienstkreuz der Bundesrepublik Deutschland
- 2001: Ehrenbürgerschaft der Stadt Köln[11]
- 2019: Die Hans-Imhoff-Straße im Kölner Stadtteil Deutz wird nach ihm benannt.[12]